# Semiothisa acasiaria
Semiothisa acasiaria là một loài bướm đêm trong họ Geometridae.